# Mezőkeresztes-Mezőnyárád–Bükkábrány-vasútvonal
A MÁV 371-es számú Mezőkeresztes–Bükkábrány-vasútvonala egy egyvágányú, villamosított, iparvágány-szerű rövid vasúti szárnyvonal Borsod-Abaúj-Zemplén vármegyében.

## Jellemzői
A vonal egyidőben épült a Nagyút–Visonta-vasútvonallal 1965/1966-ban a Bükkábárányi lignit- és szénbányák kiszolgálására.
Az egyvágányú, villamosítatlan vonal Mezőkeresztes-Mezőnyárád vasútállomás után ágazik ki a Budapest–Sátoraljaújhely-vasútvonalból. Északra fordul, és Mezőnyárád település keleti oldalán (a Kácsi-pataktól nyugatra) halad, majd – egyéb állomások nélkül – az 5 vágányos Bükkábrány teherpályaudvarban végződik. (Az állomás felvételi épülettel nem rendelkezik.)
A vonalat 1986-ban villamosították. A vonalon nincs személyforgalom, iparvágánnyal nem rendelkezik.

## Videófelvételek
- https://www.youtube.com/watch?v=aDNfFrohFtw